# تپه سرخرمن
تپه سرخرمن مربوط به دوران پیش از تاریخ ایران باستان تا دوران‌های تاریخی پس از اسلام است و در شهرستان مانه و سملقان، روستای برج واقع شده و این اثر در تاریخ ۳ بهمن ۱۳۵۶ با شمارهٔ ثبت ۱۵۸۶ به‌عنوان یکی از آثار ملی ایران به ثبت رسیده است.